# A19 (Zwitserland)
De A19 (Zwitserland) is een korte, voormalig geplande autoweg in Wallis. De A19 zou 4 km lang worden en zo vanaf A9 tot aan Naters lopen, waar de A19 over gaat naar de H19. Het hele traject zou uitgevoerd worden met 1 rijstrook in beide richtingen.
De geplande A19 is wel als autoweg aangelegd, maar heeft verder geen autowegstatus. Verwacht wordt dat de kruisingsvrije H19 nog enkele kilometers doorgetrokken wordt.